# 須之内美帆子
須之内 美帆子（すのうち みほこ、1976年4月3日 - ）は、日本のレースクイーン出身の元タレント・女優である。現在は実業家。茨城県出身。GOLD STAR所属。

## 略歴
1994年 - 1997年、Creamなどのお菓子系雑誌のモデルを経てレースクイーン、キャンペーンガールなどを務めた。同年、テレビの情報バラエティ番組『ワンダフル』（TBS）にワンダフルガールズとしてレギュラー出演。また、写真集やグラビアでは初期及びブレイク後にTバック姿を披露した。
2006年、会社経営の一般男性と結婚したものの、2010年に離婚。その後は、六本木と麻布で飲食店を経営も2015年に妊娠をしたのを機に2店とも閉店。2016年2月に女児出産。
その後、インターネット通信販売会社を立ち上げ現在はマレーシア在住。

## 出演

### テレビドラマ
- 火曜サスペンス劇場 弁護士・朝日岳之助（23）声なき声（2005年、日本テレビ）
- 土曜ワイド劇場 女変装捜査官2（2005年、テレビ朝日）
- 乱歩R（2004年、日本テレビ）4話ゲスト
- 牡丹と薔薇（2004年、東海テレビ）19話ゲスト
- マンハッタンラブストーリー（2003年、TBS）ゲスト
- 特命係長 只野仁（テレビ朝日）
- ナースのお仕事4（フジテレビ）
- ヨイショの男（TBS）
- 木更津キャッツアイ（TBS）
- 明日があるさスペシャル（日本テレビ）
- OLヴィジュアル系 （テレビ朝日）
- ただいま満室 （テレビ朝日）
- 花村大介（フジテレビ） 第7話ゲスト
- ザ・美容室（フジテレビ）
- ブラザーズ（フジテレビ） 第5話ゲスト

### バラエティー・情報
- アイアイタイフーン（テレビ東京）
- Pooh!ベロベロ記者会見（TBS） 2003年9月9日
- 秋葉★りむじん（テレビ東京）
- 秋葉な連中（テレビ東京）
- JACKSON（テレビ東京）
- 踊る!さんま御殿!!（日本テレビ）
- 出没!アド街ック天国（テレビ東京）
- オールスター感謝祭'02 超豪華クイズ決定版（TBS）
- 東京ストリートショーJACKSON（テレビ東京）
- タモリ倶楽部（テレビ朝日）
- 森田一義アワー 笑っていいとも!（フジテレビ）
- 人気者でいこう!（テレビ朝日）
- 年の差バトル言い分vsEぶん!（東海テレビほかFNS中部ブロックネット）
- タイムショック21（テレビ朝日）
- ロンブー帳（WOWOW）
- フジリコ（読売テレビ）
- 志村けん・ネプチューンだいじょうぶだスペシャル（フジテレビ）
- ワンダフル（TBS）第2期ワンギャルレギュラー
- 平成女学園（テレビ東京）
- グラビアの美少女（MONDO21）

### 映画
- 1998年『踊る大捜査線 THE MOVIE』イベントコンパニオン3役
- 2002年『理髪店主のかなしみ』麗子役（ヒロイン）
- 2003年『木更津キャッツアイ 日本シリーズ』
- 2004年『Tokyo Noir 〜 BIRTHDAY』
- 2006年『木更津キャッツアイ ワールドシリーズ』

### CF
- 富士フイルム・ファインピックス（ - 1998年）
- J-PHONE・モバイルカメラ付き携帯（合コン篇）（ - 2000年12月）
- 三菱・DVDカーナビゲーション（唇篇）（ - 2001年12月）
- 三菱カーステレオ（カタログ・パンフレット）（ - 2001年12月）
- ライオン・バン
- 江崎グリコ・キスミント
- 関西セルラー

### キャンペーンガール
- 1996年 神奈川クリニックSTELLARレースクイーン
- 1997年 オートテックSTELLARレースクイーン
- 1998年 サントリー生ビールキャンペーンガール
- 1999年 三菱カーAV初代キャンペーンガール
- 1999年 富士フイルム・ファインピクスガール

## 書籍

### 写真集
- 東京リセンヌ Vol.1（1994年、月光少女団）
- QUEENS 鈴木史華等とのオムニバス（1997年9月、フォレスト出版、撮影：鯨井康雄）
- BODY SQUALL（1997年12月、双葉工芸、撮影：鯨井康雄） ISBN 978-4894510388
- ゲットクローサー（1998年9月、ゲオ、撮影：尾形正茂） ISBN 978-4876962730
- KOKORO（1999年6月、英知出版、撮影：鯨井康雄） ISBN 978-4754212254
- truth（2001年4月、ワニブックス、撮影：清水清太郎） ISBN 978-4847026553

### ビデオ・DVD
- TOKYO Lyceeene Vol.1（1994年、月光少女団）
- 97オートテック STELLARレースクイーン（1997年8月、明文社）
- GALS PARADISE VIDEO Vol.3 1997（1997年、三栄書房）
- スコラ 1997キャンギャル完璧ファイル（1997年、スコラ）※アイドル黄金伝説としてDVD化
- '97 RACE QUEEN BIBLE（パイオニアLDC）
- '97レースクイーン The Best of Best HEAT WAVE（1997年、四季出版）
- グラビアの美少女 Best Selection Vol.3（1997年、東芝EMI）
- 誘・惑水着で…（1998年9月、パイオニアLDC）
- MIHOKO SUNOUCHI（1999年、笠倉出版社）
- Ambiguous（1999年、ポリメディア）
- LOVE BODY（2009年3月、日本メディアサプライ）※初期2作品のDVD化

### 関連書籍
- 熱烈投稿増刊 Tフロント女子高生2（1994年、少年出版社）
- キャンギャル完璧ファイル96（スコラ）
- RACE QUEEN CAMPAIGN GIRL GUIDE BOOK（マガジンボックス）
- レースクイーン完全バイブル97（ぶんか社）
- キャンギャル完璧ファイル97（スコラ）表紙含む
- CanGalcatalog97（ミリオン出版）
- BEST ORACE QUEEN’97（音楽専科社）
- RACE QUEENS 97（フロム出版）
- RACE QUEEN’97 Vol.2（フロム出版）
- RACE QUEEN 公式ファイル97（リイド社）
- 2005年『週刊現代』グラビアページ